# Озёрный (Братский район)
Озёрный — посёлок в Братском районе Иркутской области России. Административный центр Озёрнинского сельского поселения. Находится вблизи восточного берега Братского водохранилища, примерно в 33 км к юго-востоку от районного центра, города Братска, на высоте 427 метров над уровнем моря.

## Население
По данным Всероссийской переписи, в 2010 году численность населения посёлка составляла 681 человека (320 мужчин и 361 женщина).

## Улицы
Уличная сеть посёлка состоит из 7 улиц и 2 переулков.